# Household Cavalry Mounted Regiment

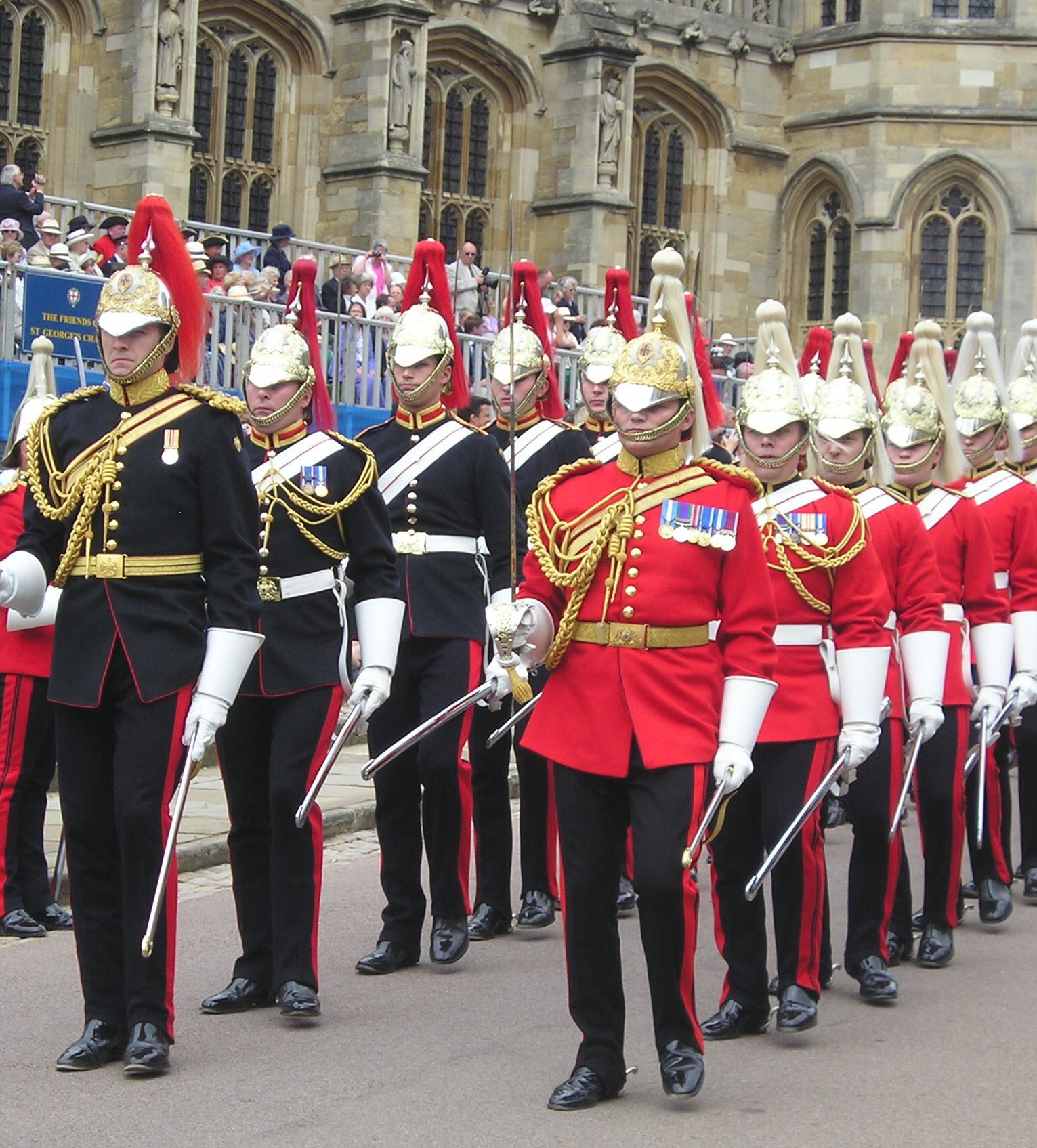
Abgesessene Soldaten der Blues and Royals (links) und Life Guards (rechts) in Windsor Castle

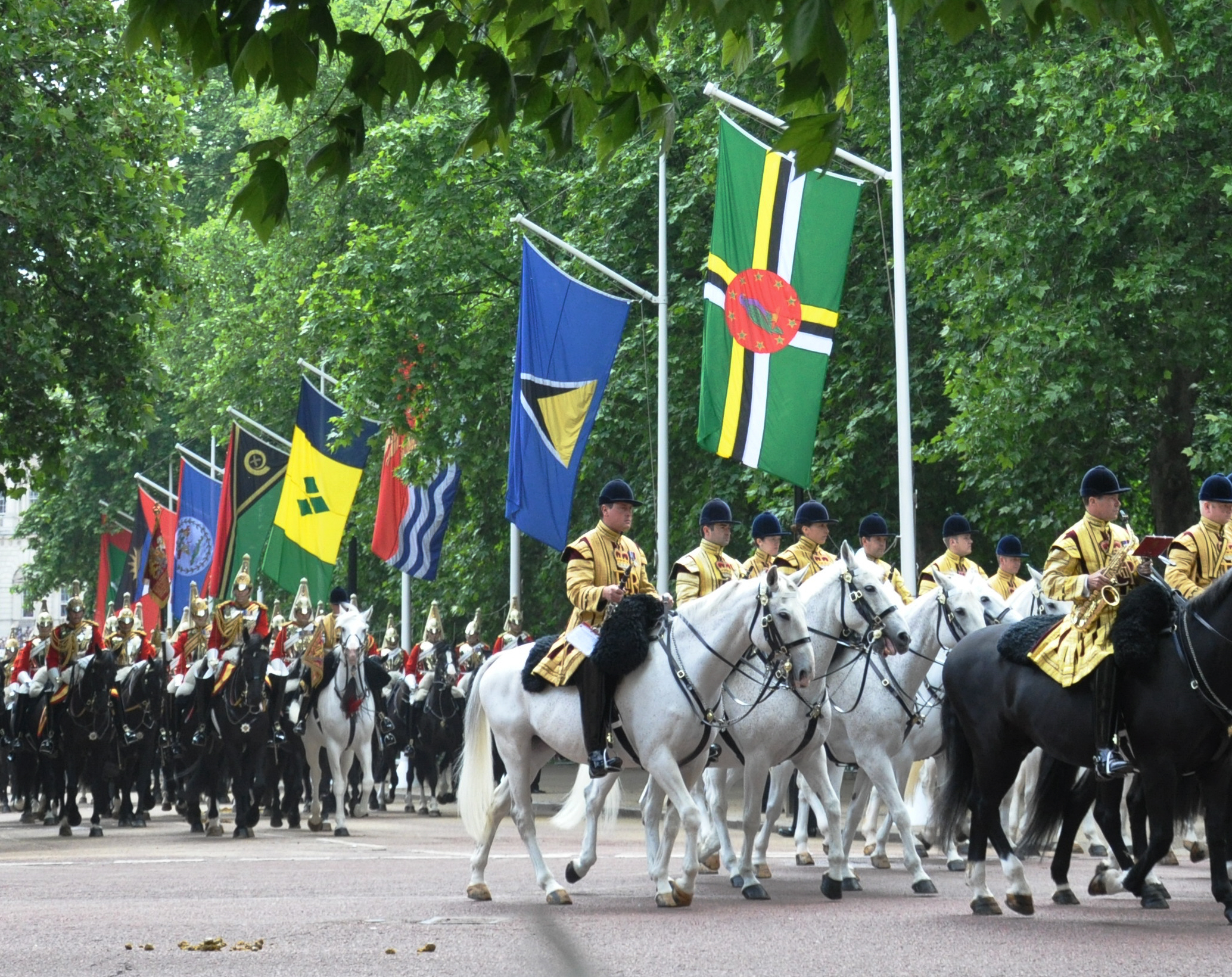
Trooping the Colour 2011

Das Household Cavalry Mounted Regiment ist ein berittenes Wachregiment der britischen Armee.
Im Zuge der Zusammenlegung der beiden Gardekavallerieregimenter, der Life Guards und der Blues and Royals, wurde es 1992 gebildet und fungiert als operationelle Einheit der weiterbestehenden Formationen mit jeweils einer Schwadron der beiden Regimenter.
Das Household Cavalry Mounted Regiment nimmt regelmäßig an vielen wichtigen protokollarischen Ereignissen in Großbritannien teil, z. B. an Trooping the Colour und (abgesessen) der alljährlichen Parlamentseröffnung. Außerdem stellt das Regiment die (während des Tages berittene) Wache vor Horse Guards.
Das Regiment ist in den Hyde Park Barracks, Knightsbridge, in einer Entfernung von nur etwa einem Kilometer vom Buckingham Palace kaserniert.

## Musikkapelle
Die Mounted Band of the Household Cavalry ging 2014 aus der Verschmelzung der Kapellen der Life Guards und der Blues and Royals hervor, deren beider Ursprünge bis ins 17. Jahrhundert zurückreichen. Eine Besonderheit stellt der sogenannte State dress dar, der zu besonderen Anlässen seit 1685 unverändert getragen wird. Er besteht aus einem langschößigen purpurfarbenen, goldbetressten Rock, weißen Hosen, schwarz lackierten Kanonenstiefeln und einer mit dunkelblauem Samt überzogenen Reitkappe. Als Seitenwaffe führen alle Musiker den Kavalleriesäbel. Der State dress wird nur in Anwesenheit von Mitgliedern der britischen Königsfamilie angelegt, so etwa bei der Geburtstagsparade des Monarchen (Trooping the Colour). Zu deren beiden Generalproben, der Major General's Review und der Colonel's Review tragen die Musiker die rote Paradeuniform der Life Guards bzw. die blaue Uniform der Blues and Royals, nicht aber den Kürass.